# Magnetometar
Magnetometar je mjerni instrument za mjerenje jakosti magnetskoga polja ili magnetskoga momenta. Gaussov magnetometar (konstruiran 1832.) i magnetometar sa sinusnim galvanometrom služe za određivanje vodoravne komponente Zemljina magnetskoga polja. Kod prvoga se mjeri s pomoću šipkastoga magneta, a kod drugoga s pomoću Helmholtzova rezonatora poznatih dimenzija. Nuklearni magnetometar omogućuje određivanje magnetskoga polja mjerenjem frekvencije na kojoj nastaje nuklearna, najčešće protonska magnetska rezonancija. Osim magnetometara s pomoću kojih se magnetsko polje može odrediti apsolutno, postoje i magnetometri za relativno mjerenje polja. Takvi su na primjer kremeni (kvarcni) vodoravni magnetometar i magnetometar sa zasićenom jezgrom; oba su u širokoj upotrebi za geofizička istraživanja. Današnji osjetljivi magnetometri omogućuju otkrivanje podmornica iz helikoptera ili zrakoplova, određivanje ležišta ruda željeza ili nikla iz umjetnih satelita i drugo.

## Zemljino magnetsko polje
Zemljino magnetsko polje ili geomagnetsko polje je magnetsko polje koje se prostire od Zemljine unutrašnjosti do mjesta na kojem nailazi na sunčev vjetar, tok nabijenih čestica koji izbija sa Sunca. Njegova magnituda na Zemljinoj površini iznosi od 25 do 65 mikrotesla (od 0,25 do 0,65 gausa). Grubo govoreći riječ je o polju magnetskog dipola trenutačno nagnuta za kut od oko 10° u odnosu na Zemljinu os rotacije, kao da je štapićasti magnet postavljen pri takvu kutu u središte Zemlje. Za razliku od štapićastog magneta, Zemljino se magnetsko polje mijenja tijekom vremena jer ga stvara geodinamo (u slučaju Zemlje, gibanje slitina rastaljena željeza u njezinoj vanjskoj jezgri).
Nanesu li se na zemljopisnu kartu za svako mjerno mjesto elementi Zemljina magnetskoga polja, svedeni na istu epohu, te izvuku linije njihovih jednakih vrijednosti, dobiju se karte geomagnetskih elemenata: 
- izogone spajaju jednake vrijednosti magnetske deklinacije; agona spaja vrijednosti D = 0°. Izogone se sijeku u oba zemljopisna pola i u dva Zemljina magnetska pola.
- izokline spajaju jednake vrijednosti magnetske inklinacije; izoklina I = 0° je aklina i ona je aklinički magnetski ekvator. Od akline prema sjevernome magnetskome polu I raste od 0° do 90°, a prema južnomu opada do –90°.
- izodiname spajaju jednake vrijednosti jakosti (intenziteta) Zemljina magnetskoga polja: izodiname totalne, vodoravne i okomite jakosti. Od magnetskih polova prema magnetskom ekvatoru totalna jakost T opada od približno 60 000 nT na oko 20 000 do 30 000 nT. Linije koje spajaju mjesta jednakih vremenskih promjena elemenata Zemljina magnetskoga polja kroz određeno vremensko razdoblje nazivaju se izopore.[2]